# 1984년 동계 올림픽 모나코 선수단
1984년 동계 올림픽 모나코 선수단은 유고슬라비아 사라예보에서 개최된 1984년 동계 올림픽에 참가한 올림픽 모나코 선수단이다. 모나코의 동계 올림픽 출전은 이번이 사상 처음으로, 알파인스키에 선수 한 명이 출전하였다.

## 알파인스키
남자
| 선수        | 종목 | 1차  | 1차  | 2    | 2    | 종합    | 종합 |
| 선수        | 종목 | 시간 | 순위 | 시간 | 순위 | 시간    | 순위 |
| ----------- | ---- | ---- | ---- | ---- | ---- | ------- | ---- |
| 다비다 라주 | 활강 |      |      |      |      | 1:56.95 | 47   |
| 다비다 라주 | 회전 |      |      |      |      | DNF     | –    |

## 참조
- 올림픽 공식 리포트보관됨 2011-11-26 - 웨이백 머신 (PDF 파일)